# روزی در کریسمس
روزی در کریسمس (به انگلیسی: Someday at Christmas) نام یک آلبوم کریسمس است که توسط استیوی واندر در سال ۱۹۶۷ منتشر شد.

## بازخوانی‌ها
هنرمندان زیادی ترانه‌های این آلبوم را بازخوانی کردند که می‌توان به مایکل جکسون، دایانا راس، مری جی. بلایژ و جاستین بیبر اشاره کرد.